# West Ayton
West Ayton est un village et une paroisse civile du Yorkshire du Nord, en Angleterre.